# Oina
Oina – wieś w Estonii, w prowincji Sarema, w gminie Muhu.